# 38 (số)
38 (ba mươi tám) là một số tự nhiên ngay sau 37 và ngay trước 39.